# 斯卡尔·拉比西埃
史卡爾·拉比西埃爾 （法語：Skal Labissière，法語發音：[labissjɛʁ]，1996年3月18日—），海地職業籃球球員，目前為自由身。在2016年NBA選秀會以第二十八順位被鳳凰城太陽選中。

## 早年
Labissiere出生於海地，中學的時候才開始打籃球，在2010年海地大地震當中，他與母親和弟弟都被壓在了崩塌的房屋廢墟底下，雖然大難不死，但是他的雙腳受了一些傷，導致他連續幾個禮拜都無法下床走動。地震後搬到美國孟菲斯。